# Fanaye
Fanaye est une ville située au nord du Sénégal, dans le département de Podor (à la porte du Fouta-Toro) et dans la région de Saint-Louis. La route nationale N 2 traverse Fanaye dans le sens Est-Ouest, et le fleuve Sénégal est au nord. Fanaye est à 25 km à l'est de la ville de Dagana.
Créé en 1981, la communauté rurale de Fanaye est actuellement érigée en Commune de plein exercice avec l’entrée en vigueur de l’Acte 3 de la décentralisation.

## Histoire
Au XVe siècle, le village de Fanaye a connu une diversité de peuplement en provenance du Djolof, du Waalo Barakh et de la Mauritanie. D’après M. Samba LY, le fils de l’actuel chef de village, le peuplement était traditionnellement sérère avant d’être peulh et avait à sa tête Koumbirou Piniane un guerrier sérère qui était installé à Saré Ndioumbi : localité issue de la fusion des villages de Mbéla, de Bahit, de Débounguel, de Wilim et de Niorgolla. Koumbirou Piniane  fut tué en 1402, par Saidou Samba Semta Diamalel Kane, un peulh venu de Thilogne qui s’implanta à Saré Waalo, village deviendra plus tard Fanaye Waalo. Fanaye est une déformation en poular de « mbodo fay to nay to » , une expression qu’utilisait Yoro Sogni le berger du village. Au XVIIIe siècle, Fanaye porte d’entrée du Fouta,  offrit une  forte  résistance à la  pénétration coloniale. Sa population est fortement islamisée à tel point qu’on le surnomme Fanaye « la maison de Dieu »   « Fanaye Ndoro Gallé Allah » . 

## Géographie
Créé en 1981, la communauté rurale (CR) de Fanaye est actuellement érigée en Commune de plein exercice avec l’entrée en vigueur de l’Acte 3 de la décentralisation. Elle couvre une superficie de 1 851 km2 et est limitée : 
- au nord par le Fleuve Sénégal,
- au sud par le Département de Linguère,
- à l’Est par la commune rurale de Ndiayène Pendao,
- à l’ouest par les communes rurales de Bokhoul et de Mbane.

Dakar, la capitale du Sénégal, se situe à environ 435 km.

## Agriculture

### Sol
La commune de Fanaye est caractérisée par trois types de sols :            
- les sols argileux ou holaldé dans les zones Waal et Jeejengol favorable à l’agriculture irriguée et les cultures de diversification,
- les sols sablo-argileux ou Fondé dans les zones Waalo et Jeejengol propice aux cultures de diversification

- les sols sablonneux ou Jeeri  dans les zones Jeeri et Jeejengol très perméable et favorable aux cultures fluviales et au développement des pâturages.

### Climat
La Commune de  Fanaye a un climat de type sahélien caractérisé par :  
- une saison pluvieuse relativement courte  de 3 à 4 mois (Juin à septembre),
- une saison sèche s’étalant sur 8 à 9 mois (octobre- mai).

### Ressources en eau
Fanaye dispose d’un potentiel hydrique très important en eau de surface et en eau souterraine. Elle compte en plus du fleuve Sénégal sur la partie nord qui l’arrose sur plus de 15km. La présence de ce cours d’eau a conduit à la mise en place du projet PPR Ngallenka. Les eaux souterraines sont également disponibles car la nappe phréatique atteint les profondeurs de 10 à 25 m dans les zones Waalo et Jeejengol.

### Citations et références
Le Centre international du riz pour l’Afrique (AfricaRice) teste plusieurs variétés de riz dans une ferme expérimentale de Fanaye.

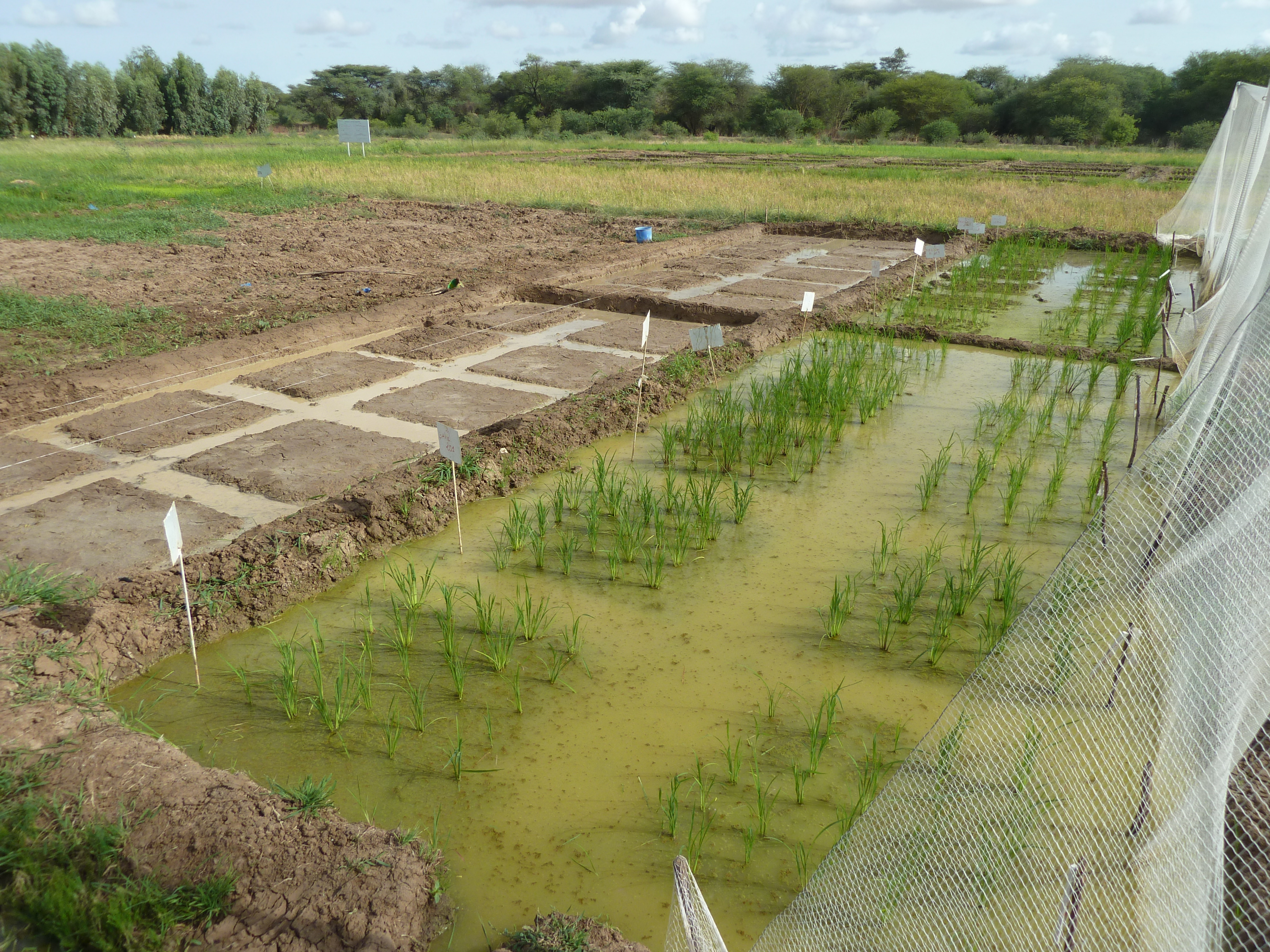
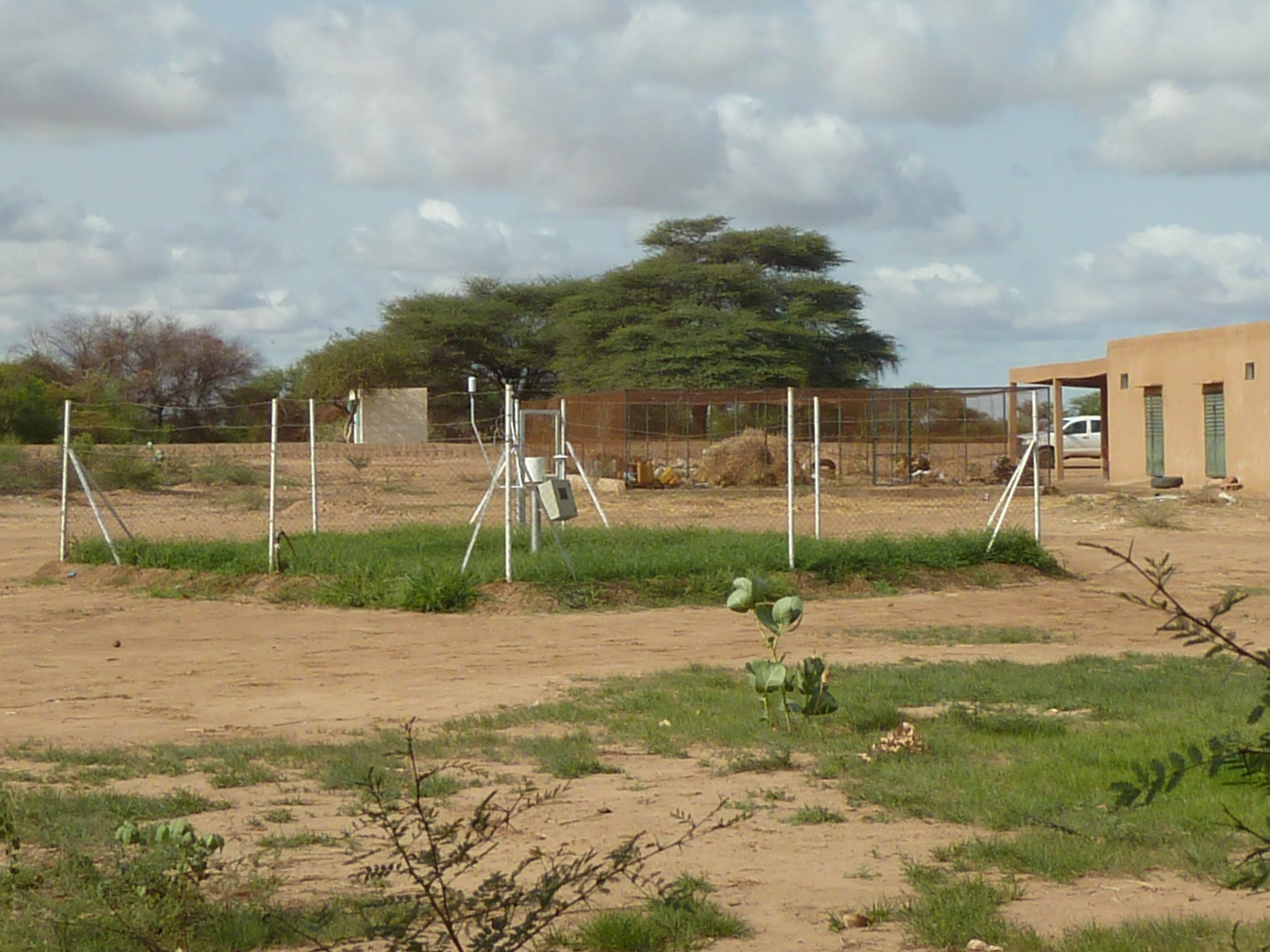
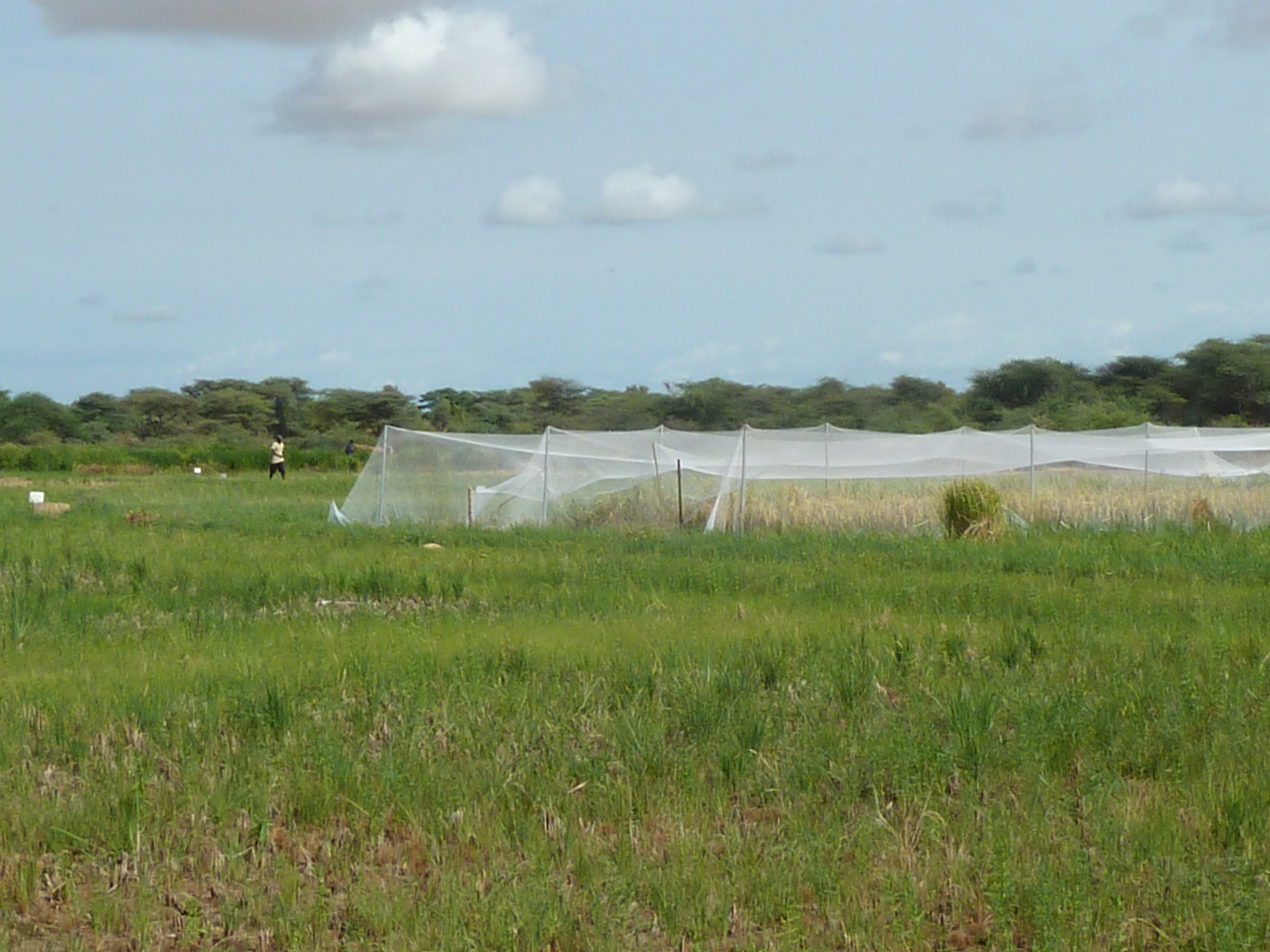
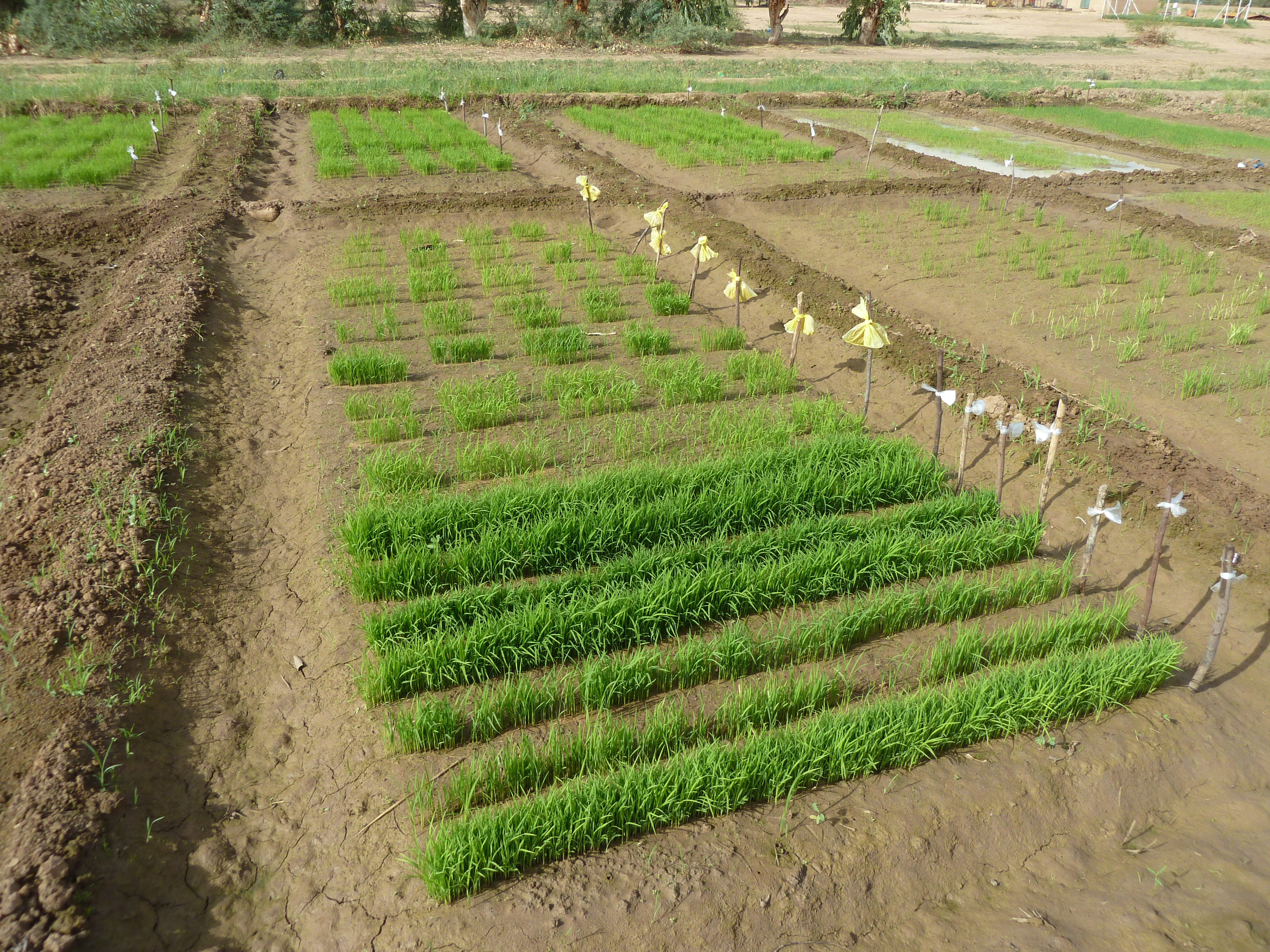